# إدي مايلز
إدي مايلز (بالإنجليزية: Eddie Miles)‏ مواليد 5 يوليو 1940 في نورث ليتل روك، هو لاعب كرة سلة أمريكي سابق. بدأ مسيرته الاحترافية في سنة 1963. تم اختياره من قبل فريق ديترويت بيستونز خلال الدرافت. يبلغ طوله 6 قدم 4 بوصة (1.9 م). اعتزل اللعب في 1972. أحرز خلال مسيرته في الإن بي إيه 8120 نقطة بمعدل 13.4 نقطة في المباراة الواحدة.

## المسيرة الاحترافية
لعب مع ديترويت بيستونز من سنة 1963 إلى 1970، ثم لعب مع واشنطن ويزاردز من سنة 1969 إلى 1971، ثم لعب مع نيويورك نيكس في موسم 1971–1972.

## روابط خارجية
- إدي مايلز على موقع إن بي أي (الإنجليزية)
- إدي مايلز على موقع سبورتس رفرنس (الإنجليزية)
- إدي مايلز على موقع كلية كرة السلة في سبورتس رفرنس.كوم (الإنجليزية)
- إدي مايلز على موقع ريلجم (الإنجليزية)
- إدي مايلز على موقع بروبوليرز (الإنجليزية)